# Chuffilly-Roche
 Chuffilly-Roche  là một xã ở tỉnh Ardennes, thuộc vùng Grand Est ở phía bắc nước Pháp.